# Lyonská církevní provincie

Lyonská církevní provincie na mapě Francie

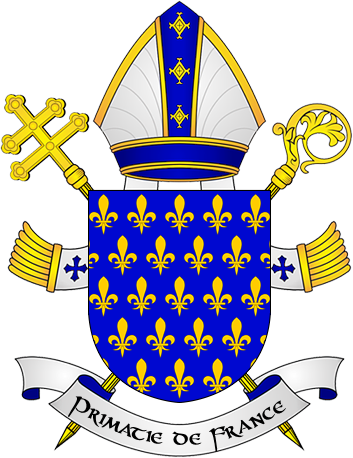
Znak primase Galie

Lyonská církevní provincie je římskokatolickou církevní provincií, ležící v regionu Rhône-Alpes ve Francii. V čele provincie stojí arcibiskup–metropolita z Lyonu, nesoucí titul primas Galie. Provincie vznikla v průběhu 3. století, kdy byla povýšena lyonská diecéze na arcidiecézi. Současným metropolitou je arcibiskup Olivier de Germay.

## Historie
Lyonská provincie vznikla spolu s povýšením lyonské diecéze na metropolitní arcidiecézi v průběhu 3. století. Od 8. prosince 2002 je součástí provincie i arcidiecéze chambérská, která do té doby byla metropolitní arcidiecézí (chambérská církevní provincie); v současnosti je sufragánní arcidiecézí lyonské arcidiecéze.

## Členění
Území provincie se člení na osm diecézí:
- arcidiecéze lyonská, založena ve 2. století, na metropolitní arcidiecézi povýšena ve 3. století
  - arcidiecéze chambérská, založena 18. srpna 1779, na metropolitní arcidiecézi povýšena 10. července 1817, od 8. prosince 2002 není metropolitní arcidiecézí
  - diecéze annecyjská, založena 15. února 1822
  - diecéze belleysko-arská, založena v 5. století
  - diecéze Grenoble-Vienne, založena ve 4. století
  - diecéze Saint-Etienne, založena 26. prosince 1970
  - diecéze Valence, založena ve 4. století
  - diecéze vivierská, založena ve 4. století